# 安大略省君主
在加拿大聯邦制下，加拿大君主制也在安大略省一級運作，是該省西敏式議會民主制的核心。因此，安大略省一級的官方可被稱為安大略省官方（the Crown in Right of Ontario）、安大略省國王（the King in Right of Ontario）、安大略省國王陛下（His Majesty in Right of Ontario或His Majesty the King in Right of Ontario）。《1867年憲法法令》將安大略省官方的各種職能分配予君主派遣的代表，即安大略省省督。省督的治理受到君主立憲制及慣例的限制。

## 憲制職分

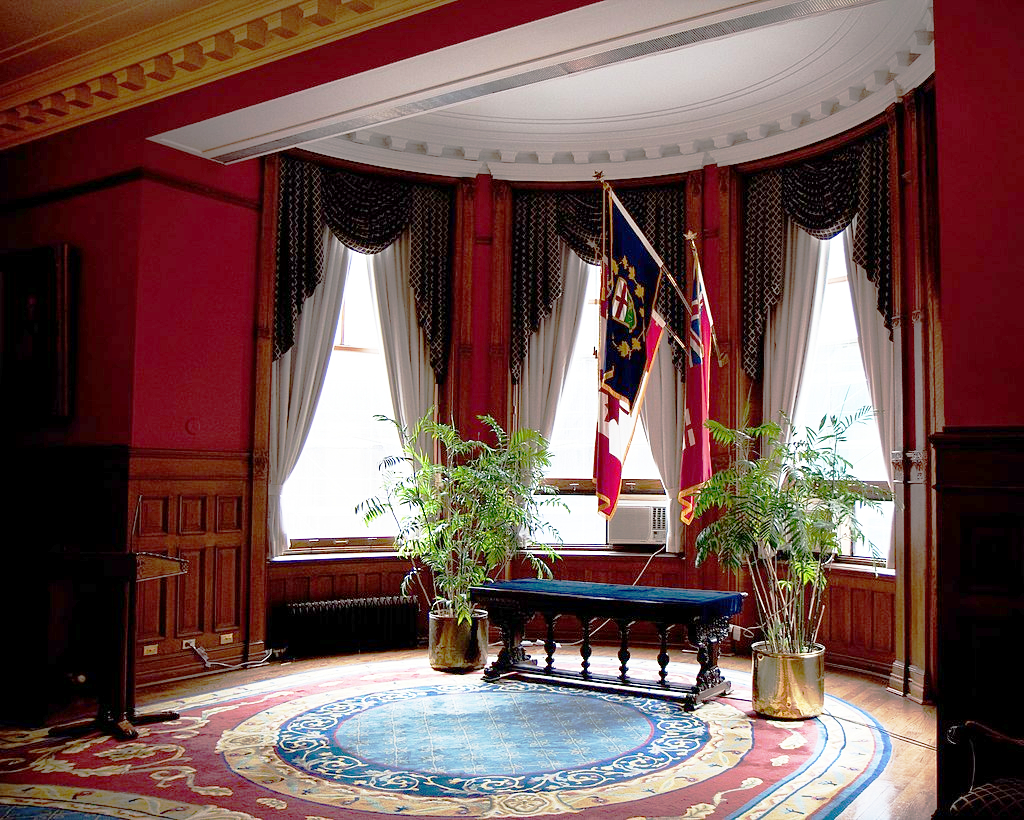
安省議會大廈的省督套房是安大略省君主及安大略省省督正式的辦公場地及事務場所。

皇室的職分既是法律上的又是事實上的；君主制在安大略省的運作方式與其在加拿大其他省份的運作方式相同，是憲法結構的中心。在該結構中，在主權權力下行事的政府機構分享整體權力。因此，它是該省政府行政、立法和司法部門的基礎。安大略省君主（自2022年9月8日起為國王查爾斯三世）——由安大略省省督代表並履行其職責，安大略省省督的治理受到君主立憲制的慣例的限制，大多數相關權力被委託行使由選舉產生的省議員、廳長、法官及太平紳士。今天的君主制主要是作為持續和穩定治理的保證者和防止濫用權力的無黨派保障。這種安排始於《1867年英屬北美法令》，並延續了17世紀初的君主制政府的不間斷路線。然而，雖然安大略省有自己的政府，其中省督是君主的代表，但安大略省本身並非一個獨立的王國。
目前安大略省沒有省督府（Government Building）。位於多倫多的安省議會大廈的省督套房（Lieutenant Governor's Suite）被省督、君主及其他皇室成員用作正式的辦公場地及事務場所。省督居住於其私人住宅中。如果省督並非來自多倫多，省政府可能會為其提供住宿。君主或皇室成員訪問安大略省時則通常於當地酒店住宿，例如在多倫多通常會住在費爾蒙皇家約克酒店。

### 安大略省與皇室的聯繫
皇室在安大略省的歷史中擁有特殊的地位。女皇的駕臨提醒了我們這一事實，我相信如果有着有意義的學習經歷支持，這對我們的年輕公民來說可能是一個更難忘的時刻。
皇室成員在訪問安省時會履行禮儀職責。皇室成員不會因他們的服務而獲得任何個人收入。與履行這些義務相關的費用則由加拿大官方及安大略省官方在各自的議會中（總督會同樞密院及省督會同行政局）提供資金。安大略省內的紀念碑標誌着其中一些皇室巡訪，以及皇室成員及事件。此外，以皇室名稱命名的地區、社區、學校及建築物亦可說明安大略省君主的地位，其中許多可能還與皇室成員有着特定的歷史。例如，安大略省至少有47個以維多利亞女皇命名的事物：1個縣、1個鄉鎮、14個人口稠密的地方及31個自然事物。官方與省內許多私人組織之間也存在協會。這些協會可能是由英廷敕書創立的，曾獲得「皇家」前綴，或曾受到皇室成員的資助。例子有皇家咸美頓遊艇會（Royal Hamilton Yacht Club），它由威爾斯親王查理斯贊助，並曾於1891年獲得維多利亞女皇授予的「皇家」前綴；還有多倫多皇家音樂學院（The Royal Conservatory of Music），成立於1886年，於1947年獲得國王佐治六世頒發的英廷敕書。

### 皇室象徵
君主制的主要象徵是君主本人、其形象（肖像或塑像），可用以表示政府權威。皇室文織或皇冠也可以說明君主制是權威的所在，毋須提及君主的私人身分。此外，雖然君主不構成安大略省榮譽的一部分，但安大略省榮譽皆源於作為「榮譽源泉」的皇室，因此帶有君主的徽章符號。

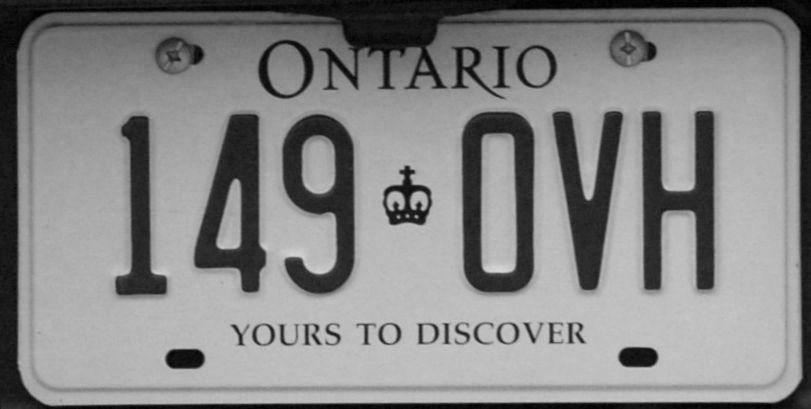
帶有皇冠剪影的安大略省車輛號牌
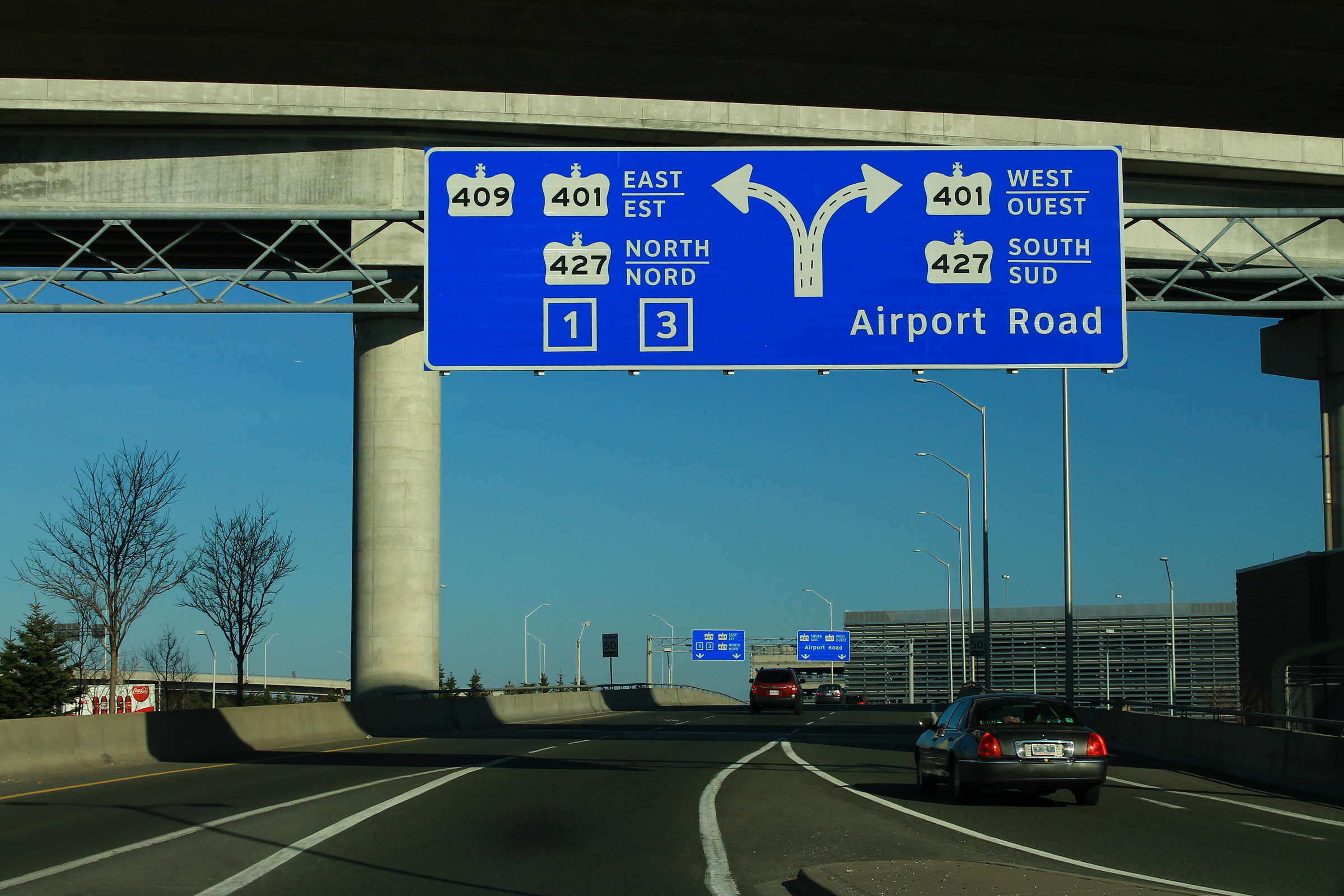
安大略省的高速公路路牌通常以聖愛德華皇冠為原型。
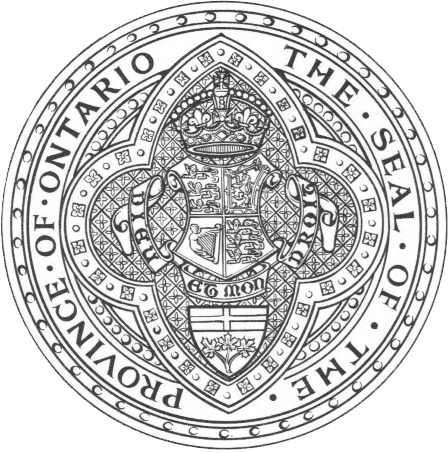
以皇冠為特徵的安大略省公印
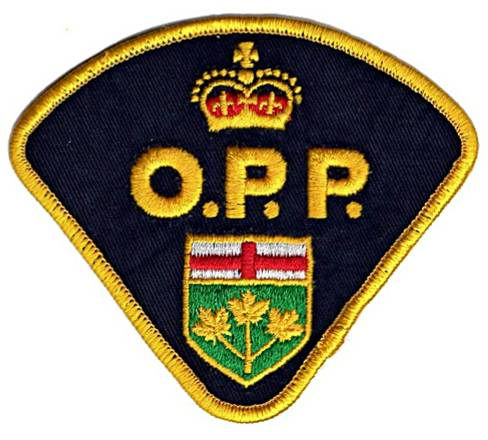
以皇冠為特徵的安大略省省警肩章

## 歷史

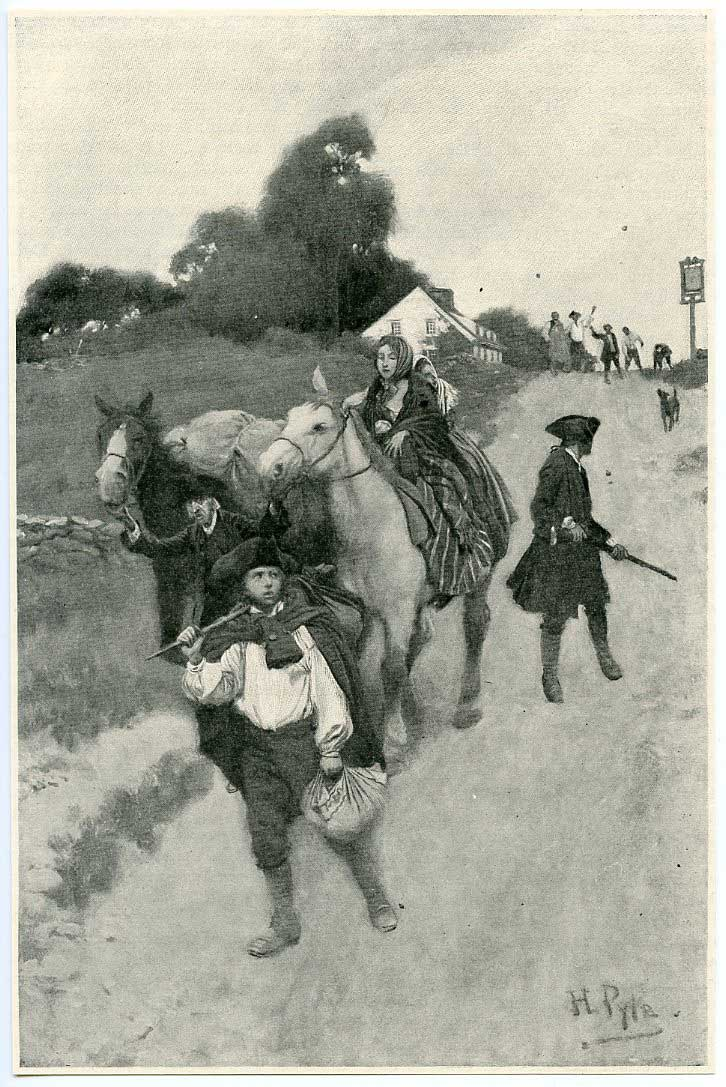
美國獨立戰爭期間，效忠派難民在前往加拿大的途中。

安大略的君主制歷史可以追溯到17世紀，當時法國探險家聲稱安大略是新法蘭西的一部分，新法蘭西是一個以法國國王的名義建立的殖民地。英格蘭的查理斯二世後來建立了魯珀特地，這是一個包括安大略北部在內的大片領土。在1760年英國征服新法蘭西之後，Pays d'en Haut西部（包括安大略南部的大部分地區）仍然是英國魁北克省的一部分。
美國獨立戰爭之後，大約46,000名忠於皇室的北美定居者，被稱為聯合帝國效忠派（United Empire Loyalists），向北逃往魁北克及其他英國殖民地。會同樞密院授予每個家庭0.81平方公里（200英畝）的土地。除了效忠派，成千上萬的易洛魁人及其他原住民被美國驅逐出紐約及其他州，在皇室的保護下重新定居在現在的安大略省。數十名效忠派黑人也定居在安大略省，儘管大多數黑人效忠派人士定居在諾華斯高沙省。
由於獨立戰爭後人口湧入，魁北克西部被切斷，於1791年形成了新的上加拿大省。隨著《1840年聯合法令》（Act of Union 1840）的頒布，上加拿大與其東部（下加拿大）重新統一，創建了加拿大省。安大略省是在1867年加拿大聯邦化之後從加拿大西部的邊界創建的。在19世紀中葉和20世紀初，多個地區併入安大略省，安大略省在1912年達到了最終規模。

## 外部連結
- The Monarchy as an Institution within Ontario （页面存档备份，存于）, from the Archives of Ontario
- Archives of Ontario. . Queen's Printer for Ontario. （原始内容存档于2009-10-16）.